# Joachim Preuß (Spion)
Joachim Preuß, Deckname Paul, ist ein deutscher Spion der Militärischen Aufklärung der Nationalen Volksarmee und Angehöriger der westdeutschen Luftwaffe.

## Leben
Preuß war eine Spitzenquelle der Auslandsaufklärung der DDR und wurde als sogenannter agenturischer Mitarbeiter Paul von der Militärischen Aufklärung der Nationalen Volksarmee geführt. Sein Vorgangsname war Weißkopf. Bei der Hauptabteilung I des MfS, die für die Absicherung der Nationalen Volksarmee zuständig war, war er unter der Registriernummer XV/5752/75 erfasst. Als agenturischer Mitarbeiter wurde Preuß bis zum Hauptmann der NVA befördert. In der SIRA-Datenbank war er nicht erfasst, da er nicht von der Hauptverwaltung A geführt wurde.
Preuß war Leiter der Druckerei des Luftwaffenamtes. Er verriet eine Fülle von Informationen über die westdeutsche Luftwaffe, darunter auch deren Planungen für den Ernstfall.
Preuß wurde zu 10 Jahren Freiheitsstrafe verurteilt, eine der höchsten Strafen, die gegen Spione aus Westdeutschland verhängt wurden.